# Talang Buseng
Talang Buseng is een bestuurslaag in het regentschap Bengkulu Tengah van de provincie Bengkulu, Indonesië. Talang Buseng telt 520 inwoners (volkstelling 2010).